# Smerinthus rosea
Smerinthus rosea är en fjärilsart som beskrevs av Max Bartel 1900. Smerinthus rosea ingår i släktet Smerinthus och familjen svärmare. Inga underarter finns listade i Catalogue of Life.